# Hans Weiner-Dillmann
Hans Weiner-Dillmann (* 28. April 1903 in Wien; † 10. Februar 1990 ebenda; eigentlich Hans Dillmann) war ein österreichischer Operetten-, Wienerlied- und Schlagerkomponist.

## Leben
Hans Weiner-Dillmann besuchte zunächst die Lehrerbildungsanstalt in Wien-Währing und studierte daneben Klavier, Orgel, Harmonium, Violine und Flöte beim Operettenkomponisten Charles Weinberger und Instrumentationslehre beim Militärkapellmeister Carl Wetaschek. Seine musikalische Laufbahn begann als Pianist im Wiener Studentenbund-Orchester und bereits mit 15 Jahren als dessen Dirigent. Später war er Korrepetitor am Wiener Raimundtheater, Kapellmeister im Kabarett Hölle und Barpianist in Wien und deutschen Städten. Weiner-Dillmann arbeitete in einem Musikverlag und lebte im 12. Wiener Gemeindebezirk Meidling. 1923 wurde er Mitglied der AKM und übte dort verschiedenen Funktionen aus.
Weiner-Dillmann war als einer der ersten musikalischen Mitarbeiter des Rundfunks 1945 an der Errichtung des Senders Rot-Weiß-Rot maßgeblich beteiligt, für den er zahlreiche Sendungen gestaltete. Während des Zweiten Weltkrieges arbeitete er für Willi Forsts Wien-Film, nach dem Krieg für das Salzburger Landestheater.
Hans Weiner-Dillmann war mit Johanna Wolf verheiratet. Der Ehe entstammen zwei Kinder, Felix und Erik. Er wurde am Meidlinger Friedhof in einem ehrenhalber gewidmeten Grab bestattet.

## Ehrungen
- Titel Professor (1973)
- Goldenes Verdienstzeichen des Landes Wien (1973)
- Österreichisches Ehrenkreuz für Wissenschaft und Kunst (1983)
- Ehrenmedaille in Bronze (1988)
- Großes Goldenes Ehrenzeichen des Landes Niederösterreich
- 1996 wurde der Hans Weiner-Dillmann-Platz in Wien-Meidling nach dem Künstler benannt.
- 2003 fand eine Ausstellung im Bezirksmuseum Meidling anlässlich des 100. Geburtstages des Komponisten statt.

## Bedeutung
Gefördert durch Carl Michael Ziehrer schrieb Weiner-Dillmann schon früh Operetten und Revue-Musiken. Nach dem Zweiten Weltkrieg begleitete er Künstler wie Hans Moser oder Magda Schneider am Klavier. Er begann Schlager und Chansons für den Rundfunk zu schreiben und verfasste Wienerlieder. Insgesamt hat er über 800 Lieder hinterlassen, die von von ihm geförderten jungen Interpreten und bekannten Künstlern vorgetragen wurden (Maria von Schmedes, Heinz Conrads, Vico Torriani).
Eine enge Zusammenarbeit verband ihn mit dem Wiener Pianisten Herbert Seiter. Hans Weiner-Dillmann arbeitete im Laufe seines musikalischen Wirkens auch mit Peter Alexander zusammen. In den 80er Jahren komponierte Hans Weiner-Dillmann unter anderem das Lied „Ich bin der Meinung“ über den Bundeskanzler Bruno Kreisky, welches er mit der Staatssekretärin Franziska Fast aufführte.

## Werke
- Das Mädel vom Variete, Operette
- Rund um die Litfaßsäule, Revue-Musik
- O Don Fernando, Schlager
- Am Strande von Havanna, Schlager (1952)
- Die Glocken von San Marco, Schlager
- Dort wo der Weg zum Wegerl wird, Wienerlied
- Draußen in Nußdorf weht ein süßes Lüfterl, Wienerlied
- Es ist nicht ’s erste Mal, Wienerlied
- Ein paar Blumen hast du mir geschenkt, Wienerlied
- Alles in Ordnung, gnädiger Herr ([2], vgl. Die Kuh Elsa)